# Хаммерсмитский мост
Хаммерсмитский мост (англ. Hammersmith Bridge) — подвесной мост через Темзу в западном Лондоне. Мост связывает центр лондонского боро Хаммерсмит и Фулхэм на северном берегу Темзы с районом Барнс (англ.) боро Ричмонд-на-Темзе. Мост позволяет автомобильное движение и проход пешеходов. Это второй постоянный мост на данном месте.

## История
Сооружение моста было одобрено парламентским законом в 1824 году, на следующий год мост начали строить. Это был первый подвесной мост через Темзу, он был спроектирован Уильямом Тирни Кларком. Строительство моста обошлось в £80 000, проезд по мосту был платным.
К 1870-м годам мост Хаммерсмит уже не справлялся с нагрузкой тяжелого транспорта, его собственники обеспокоились, когда в 1870 году 11-12 тысяч людей столпились на мосту для того, чтобы просмотреть на лодочную регату, которая под мостом проходила отметку чуть меньше половины дистанции гонки протяженностью 4¼ мили. В 1884 году временный мост был воздвигнут для поддержания движения во время строительства постоянного моста.
Современный подвесной мост был спроектирован инженером сэром Джозефом Базэлджетом и покоится на том же фундаменте, что и старая конструкция Кларка. Новый мост был построен компанией Диксон, Эпплби и Торн. Мост был открыт наследным принцем Эдуардом 11 июня 1887 года.